# Kitsune Tails
Kitsune Tails — компьютерная игра в жанре платформера, разработанная студией Kitsune Games и изданная компанией MidBoss в 2024 году. Являясь продолжением игры Super Bernie World, игра повествует о Юдзу — молодой кицунэ, посланнице божества Инари, обладающей лисьими ушами и пушистым хвостом.

## Игровой процесс
Kitsune Tails представляет собой двухмерный платформер в ретро-стиле, где усиления представлены в виде костюмов. По механике игра близка к Super Mario Bros. 3. Действие происходит в пяти игровых мирах, оформленных по мотивам японской мифологии, каждый из которых включает различные уровни, в том числе уровни с домами с привидениями. По мере продвижения игрока сменяются времена года. На уровнях и в мини-играх можно собирать монеты для приобретения усилений в магазинах. В игре присутствуют инструменты для моддинга, позволяющие создавать пользовательские уровни и мини-игры.

## Сюжет
Главная героиня игры — кицунэ по имени Юдзу, выполняющая своё первое задание в качестве посланницы богини Инари. Во время путешествия она встречает целительницу Акко, которая проникается к ней романтическими чувствами. Кири, подруга детства Юдзу, начинает ревновать её к Акко и обманом заставляет последнюю покинуть фестиваль, что приводит к пленению Акко. Юдзу отправляется на поиски Кири, чтобы выяснить обстоятельства случившегося и освободить Акко.

## Разработка и выпуск
Разработкой игры занималась студия Kitsune Games, базирующаяся в штате Миссури. Анонс Kitsune Tails состоялся в январе 2021 года. В июле 2023 года предварительная версия игры была предоставлена ряду обозревателей. Выпуск игры состоялся 1 августа 2024 года на персональных компьютерах через платформы Steam и itch.io.

## Критика
Предварительная версия игры 2023 года получила положительные отзывы от ScreenRant и PCMag, которые отметили проработку персонажей и любовную линию. Рецензент Kotaku положительно оценила повествование, отметив, что сюжетные видеоролики мотивировали к прохождению уровней, однако также указала на некоторые недостатки управления. PCGamesN охарактеризовал игру как аналог Super Mario Bros. 3 для персональных компьютеров. Siliconera в своей рецензии отметило сочетание требовательного платформера с сюжетом о дружбе и романтических отношениях. Boss Rush Network оценил игру на 3,5 из 5 баллов, отмечая общее положительное впечатление, но также раскритиковав качество диалогов и озвучивания.

### Награды
На фестивале Melbourne Queer Games Festival 2024 года игра была удостоена серебряной медали.